# Turismo en El Salvador

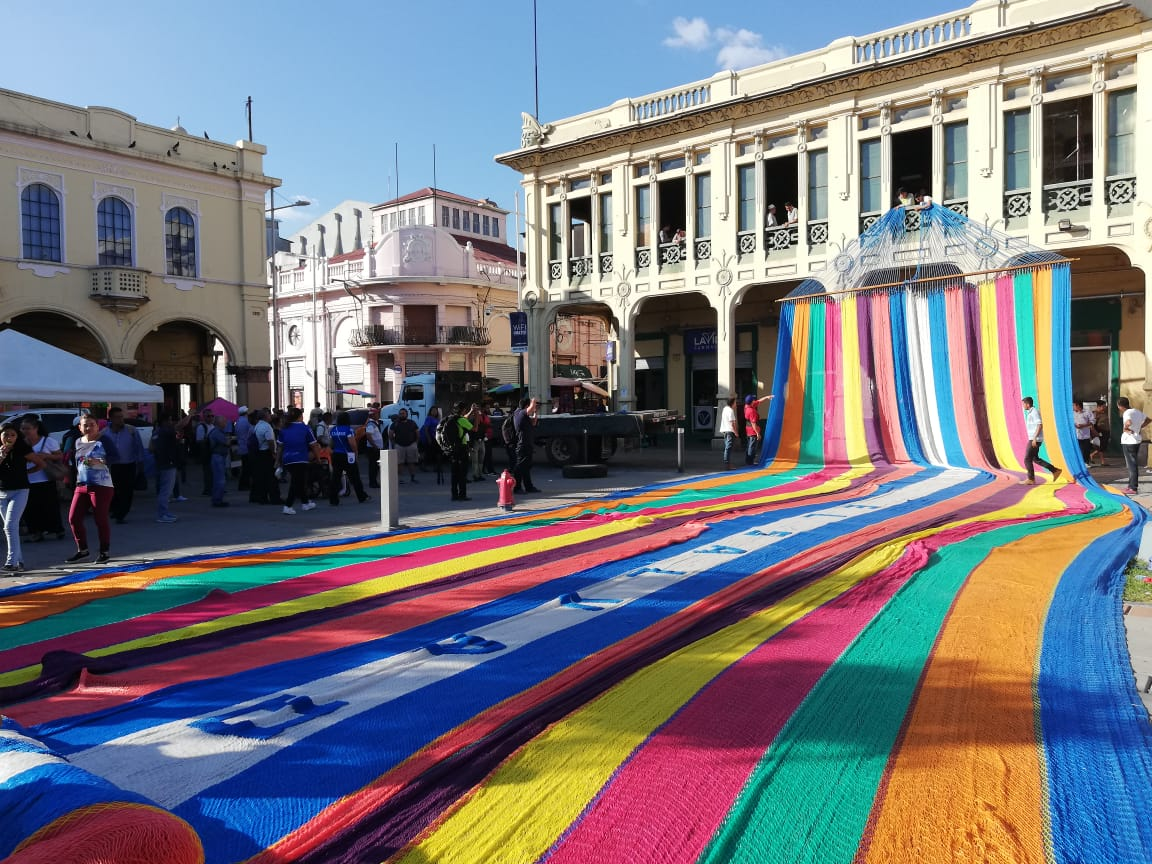
"La hamaca más grande del mundo" hecha anualmente en el distrito. Exposición en el Centro Histórico de San Salvador.

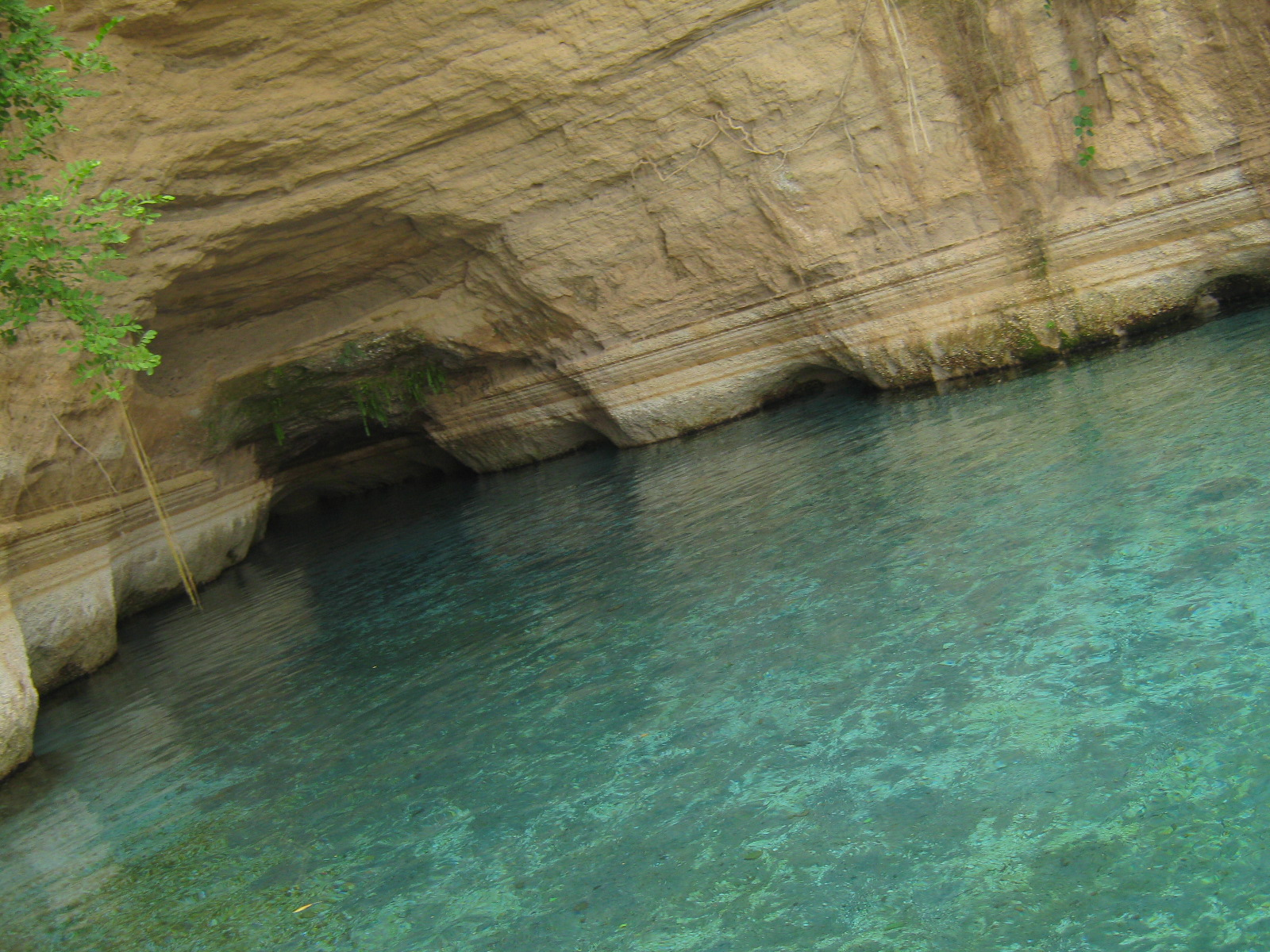
Moncagua, San Miguel.

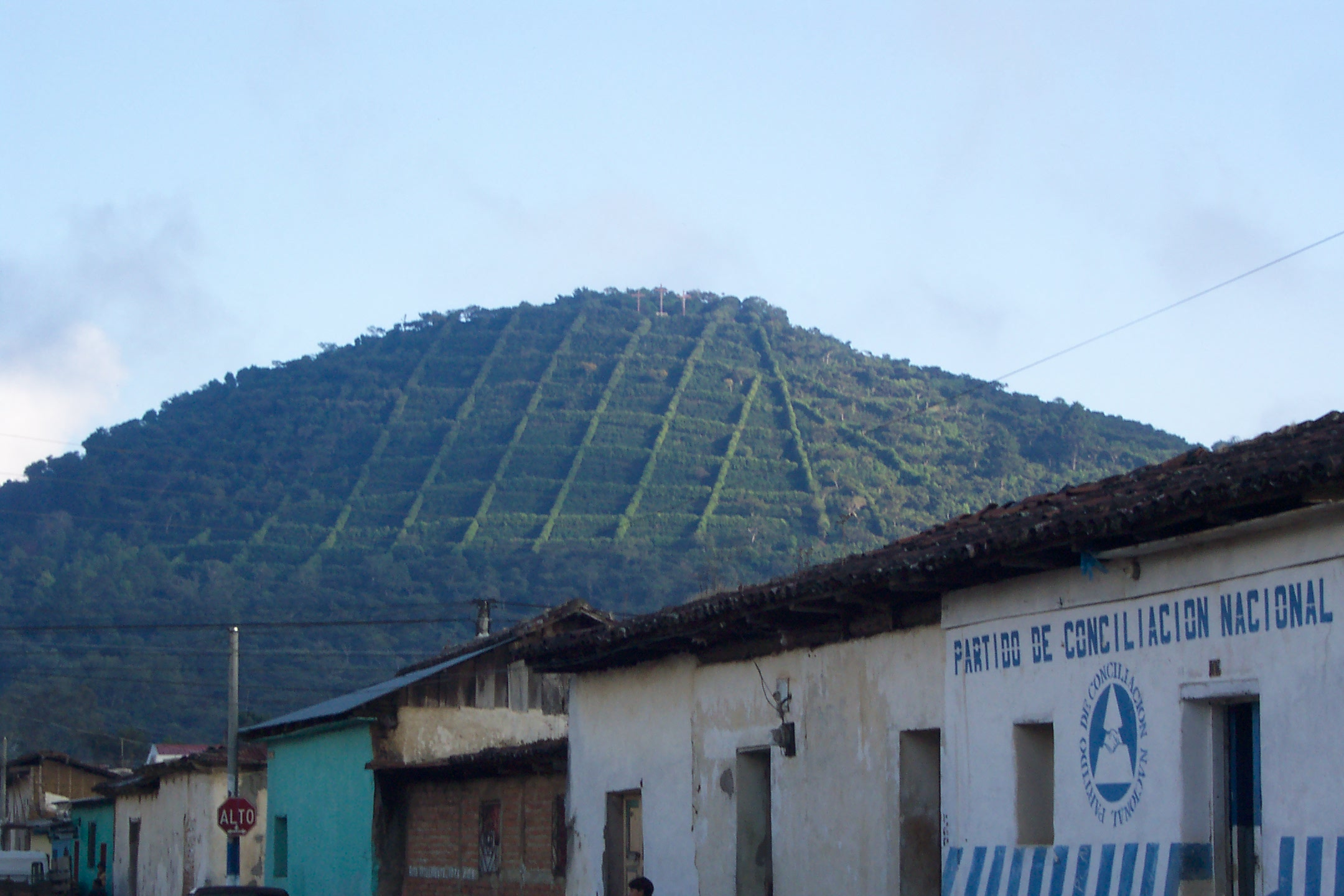
Cerro de Apaneca.

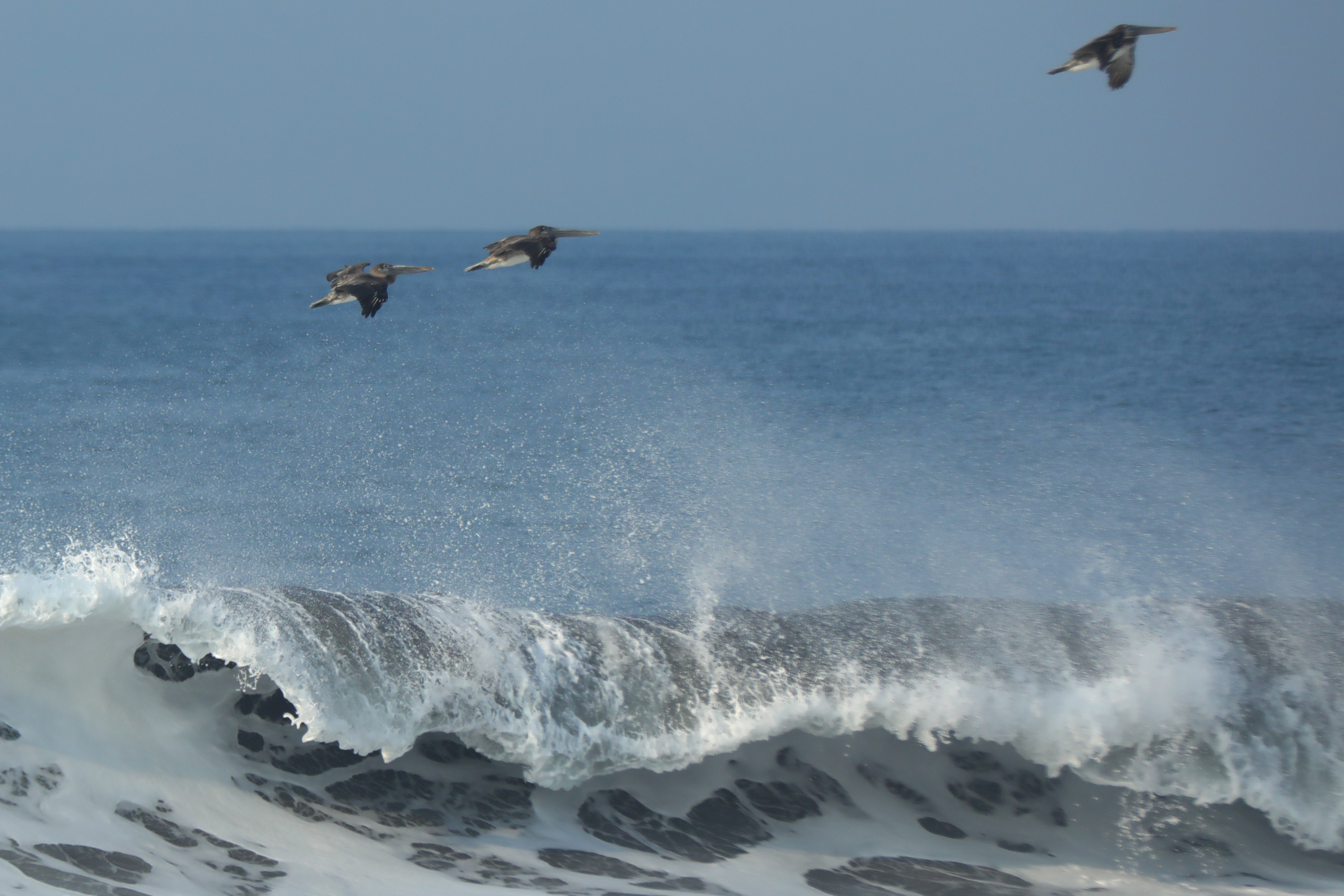
Playa Cangrejera

El turismo constituye uno de los mayores recursos para el desarrollo económico de El Salvador. A los excelentes atractivos naturales que posee el país, con playas paradisíacas, un clima tropical benigno y paisajes exuberantes, se une un importante patrimonio arqueológico y ecológico, con vestigios coloniales y precolombinos, además de reservas nacionales.
Sin embargo, en las últimas décadas, la biodiversidad y el equilibrio ecológico del país han sufrido el duro impacto del urbanismo y la contaminación. La creciente concentración de la población en las áreas urbanas ha llevado a un mayor aglutinamiento de la población en las regiones Sur y Occidental del país (especialmente en el Área Metropolitana de San Salvador). Estas zonas constituyen un ecosistema frágil, ya que en ellas se canalizan y se alimentan los acuíferos del corredor sur del país, limitando la capacidad de abastecimiento de agua a partir de las fuentes subterráneas.
Las causas principales de la contaminación y solución ambiental en El Salvador son fundamentalmente el transporte, la industria, la quema de campos y la incineración de residuos sólidos (aproximadamente la mitad de la basura generada en el Área Metropolitana de San Salvador no se recicla). A esto hay que añadir que una gran mayoría de los hogares utiliza leña para cocinar.
Con todo, El Salvador todavía cuenta con un gran número de especies animales y vegetales respecto a otros países de su entorno. Sin embargo, el país no puede relajarse en la tarea de recuperación y conservación de las últimas áreas naturales, y proyectar crear, en cooperación con los países de la región, un corredor biológico que permita mantener poblaciones estables de las especies en peligro de extinción.
El Salvador presenta, además, un potencial de excepción en el ámbito del turismo cultural, con más de 2,000 lugares arqueológicos reconocidos, muestras de las culturas maya y olmeca, principalmente. Destacan por su importancia los sitios arqueológicos de San Andrés, Joya de Cerén, Casa Blanca, Tazumal y Cihuatán.
Si bien, el turismo es una actividad que se explotó poco durante las últimas dos décadas debido a la inestabilidad política de los tiempos de guerra civil, lo cual también sin duda alguna motivo a las personas a emigrar a los Estados Unidos. Luego de los Acuerdos de Paz, firmados en 1992, hubo nuevas expectativas, aunque su desarrollo marchó a paso lento debido a la falta de infraestructura en las zonas rurales del país y a que el gobierno de turno estableció otras prioridades en su política económica, como la maquila.
Una cualidad del territorio es que la extensión es pequeña. A El Salvador se le conoce como "el país de los 40 minutos", debido a que desde la capital se accede en ese tiempo a distintos lugares turísticos: playas a lo largo del sur del territorio, montañas ubicadas al occidente norte y a los pueblos del interior.
Como en todos los pueblos del mundo El Salvador destaca la personalidad de los salvadoreños, tienen calidad humana, ya que se entregan por completo para complacer a sus visitantes.

## Volumen del turismo
En 1994, los 181 000 turistas dejaron al país 28,8 millones de dólares. Tres años después se creó un ente rector especializado, denominado Corporación Salvadoreña de Turismo (Corsatur), ese año ingresaron 387 000 visitantes y 74.7 millones de dólares. 
Desde ese momento el turismo ha registrado un crecimiento significativo con respecto a los años anteriores. En 2004, la actividad inyectó $424.7 millones a la economía. Se creó además el Ministerio de Turismo para dirigir la política de desarrollo del sector. Para favorecer el impulso de esta actividad, durante 2005 se ha elaboró la Ley de Turismo, que ofrece incentivos fiscales a las nuevas inversiones en el ramo.
En 2008, visitaron el país 1.8 millones de turistas, quienes dejaron a la economía alrededor de $720 millones, según cifras del Ministerio de Turismo. 
El crecimiento no ha estado basado en la atracción del turismo vacacional, sino más bien en el de negocios y de salvadoreños residentes en Estados Unidos que regresan a su país.
A pesar de los avances, en Centroamérica el país es uno de los que marcha a la cabeza de otros destinos consolidados, como Costa Rica y Guatemala.
La falta de promoción en el exterior y de infraestructura adecuada para acoger al turismo internacional son algunos de los problemas más citados. Los puntos a favor son la mejora sustancial de la infraestructura de carreteras, la remodelación del Aeropuerto Internacional de El Salvador, en Comalapa.

## Monumentos Históricos

### Palacio Nacional
En tiempos del gobierno del capitán general Generado Barrios surgió la idea de un Palacio Nacional, cuya construcción se realizó de 1866 a 1870, a cargo de don Didelfo Marín y de José Dolores Melara; sin embargo, el 19 de noviembre de 1889 un incendio lo redujo a escombros.

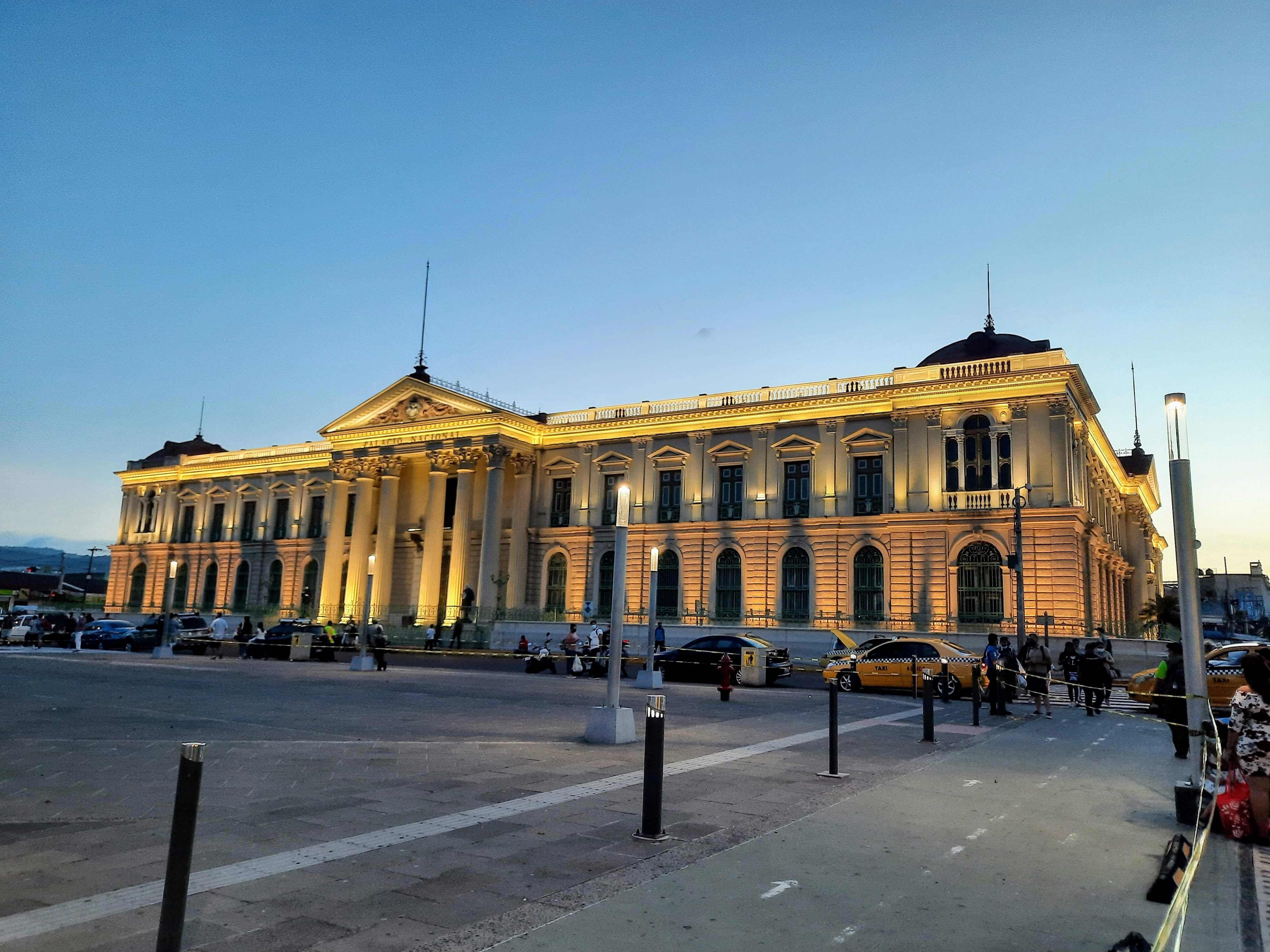
Palacio Nacional vista panorámica

El Palacio Nacional actual fue diseñado por el ingeniero José Emilio Alcaine y construido de 1905 a 1911 bajo la dirección de don José María Peralta Lagos; como maestro de obra fungió don Pascasio González y los materiales de construcción fueron importados de Alemania, Bélgica, Italia y otros países.
El 13 de diciembre de 1974, por decreto legislativo 165, se declaró monumento nacional el Salón Azul y los salones adyacentes y el 10 de julio de 1980, la Junta Revolucionaria del Gobierno, mediante el decreto n.° 116, declara al Palacio Nacional como “Monumento Nacional”. Éste tiene cuatro salones principales en los colores rojo, azul, amarillo, rosado, y 101 salones secundarios.

### Los Monumentos de Cristóbal Colón y La Reina Isabela la Católica
Ambos monumentos están ubicados a lados de la entrada del portón principal del Palacio Nacional, sobre la Avenida Cuscatlán. Fueron develadas el 12 de octubre de 1924 al celebrarse el 432º aniversario del "descubrimiento de América" por parte de España. Ambos monumentos fueron donados al pueblo salvadoreño por el Rey de España, Alfonso XIII, y entregados oficialmente al Gobierno de El Salvador, durante la administración del presidente Dr. Alfonso Quiñónez Molina.

### Casa de las Academias

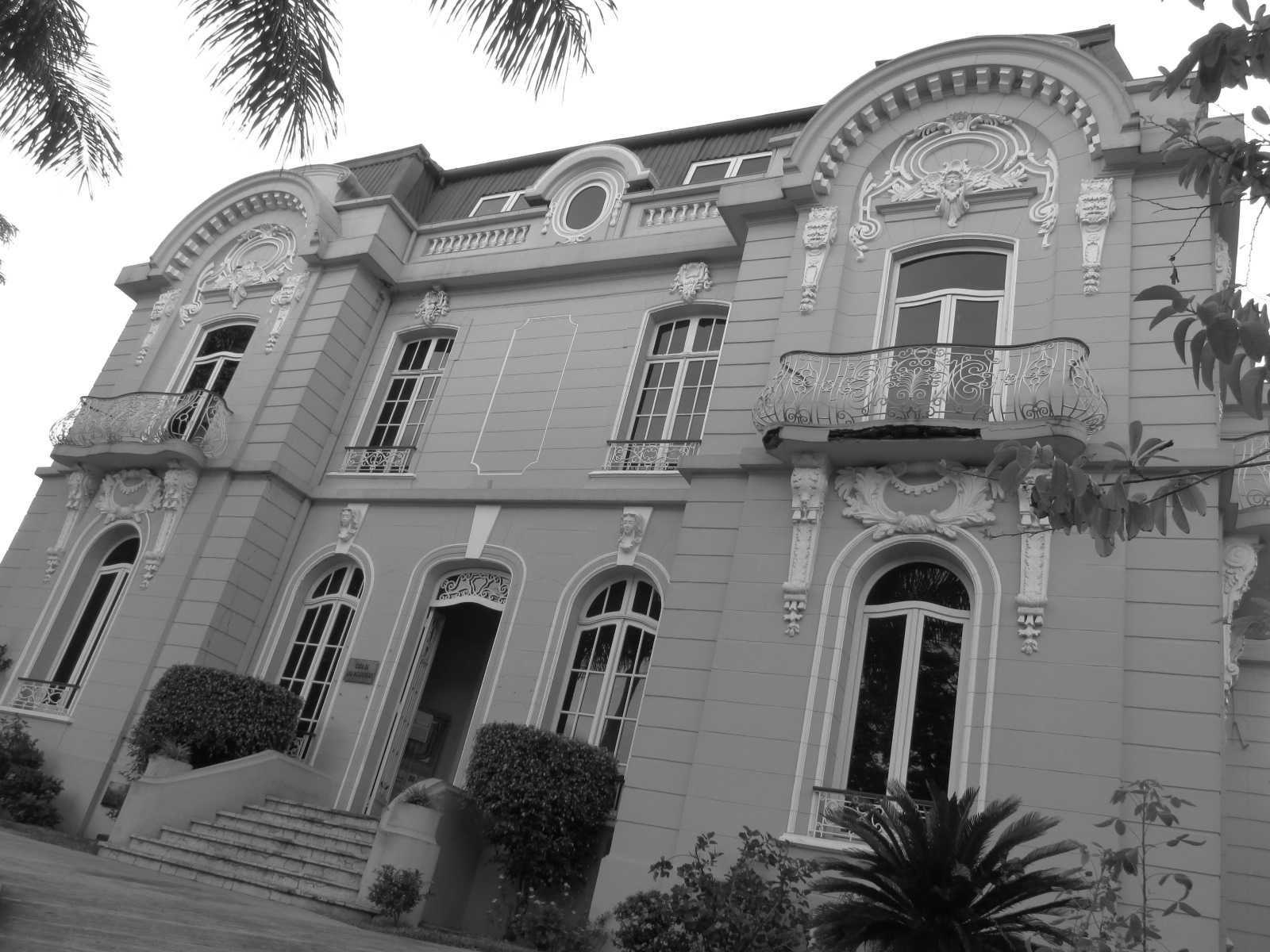
Fachada Casa de las Academias

La antigua Casa Dueñas, propiedad de la familia Dueñas, estuvo desocupada durante años. Después, entre 1930 y 1933, fue arrendada por la Legación de la República Mexicana (en esa época no eran Embajadas). De 1935 a 1957 la Legación de los Estados Unidos alquiló la casa para residencia de los ministros plenipotenciarios. Y vivieron allí seis representantes diplomáticos norteamericanos, con huéspedes ocasionales como los expresidentes Richard Nixon que bonito y Lindón B. Jonson, así como el senador Robert Kennedy y los artistas de cine Clark Gable y Tony Curtis.

## Playas

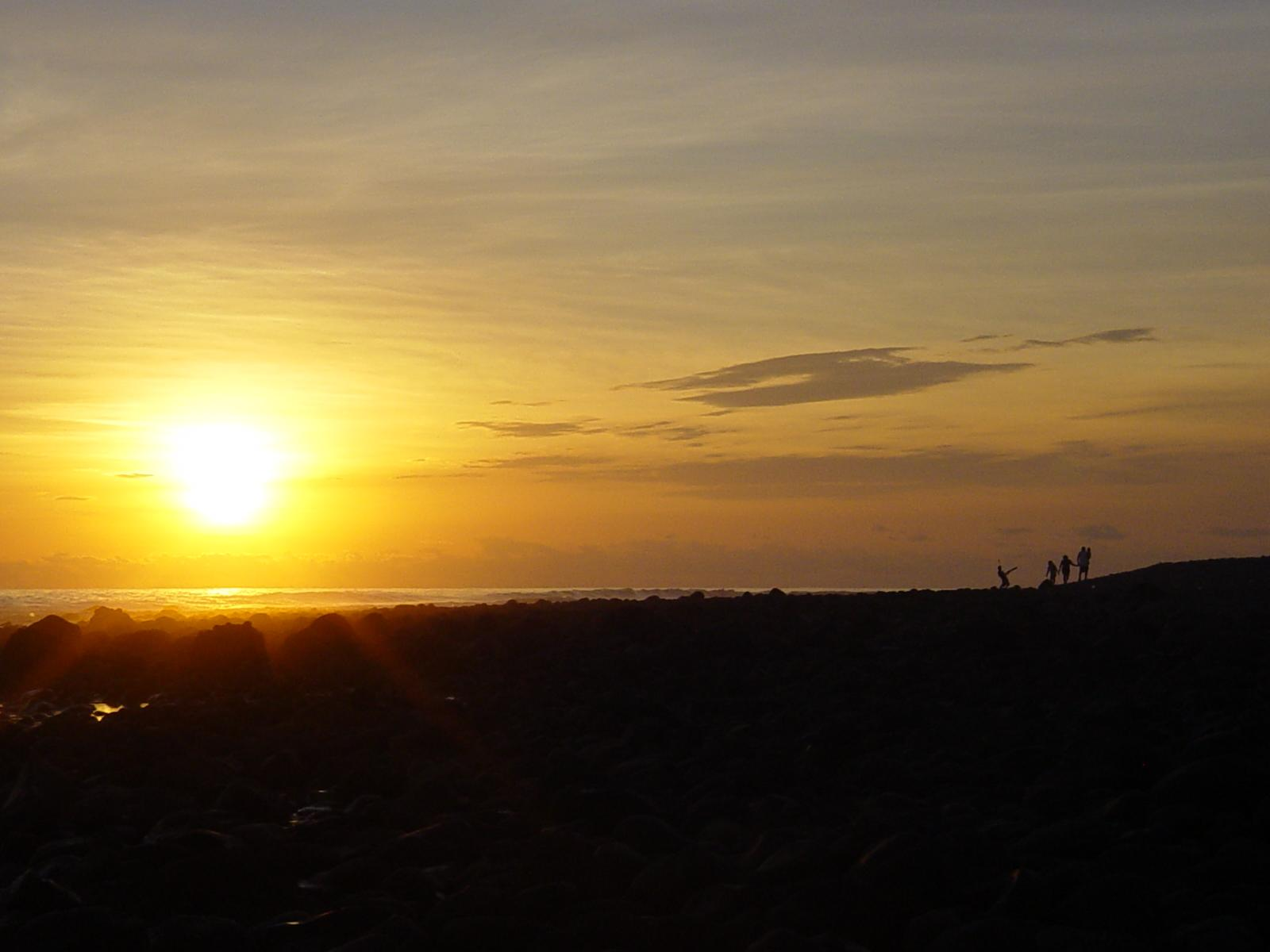
Playa El Tunco

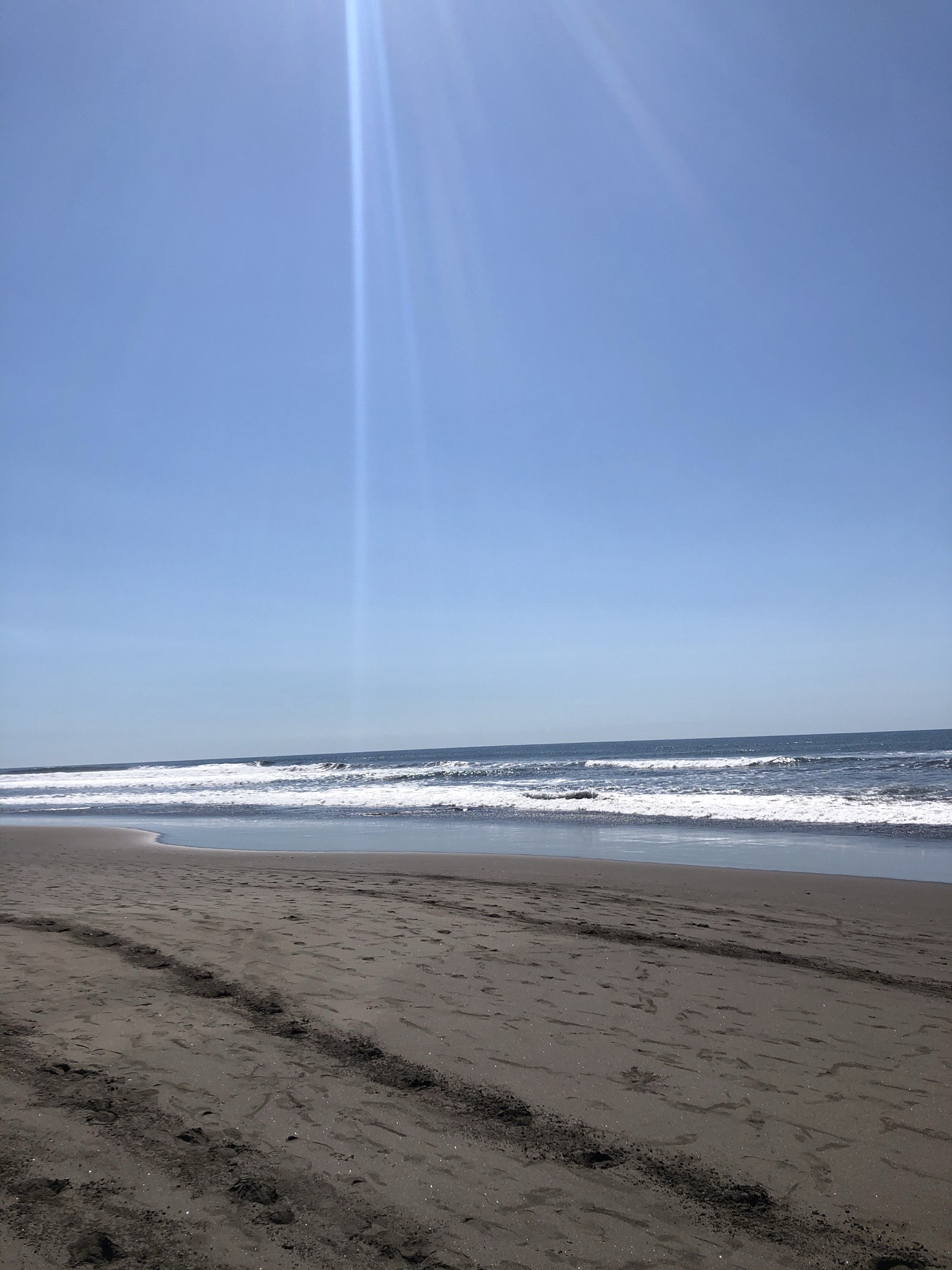
Playa San Blas, La Libertad, El Salvador

El Salvador también brinda una oferta de sol y playa. Una de las más visitadas por los turistas son las del departamento de La Libertad, en la zona central del país. Hay playas muy visitadas y también una gran variedad de hoteles y restaurantes.
Playas como El Tunco, El Sunzal, La Paz y El Zonte son ideales para practicar el Surf. Muchos turistas europeos, canadienses, brasileños y estadounidenses han quedado fascinados por las olas salvadoreñas, catalogadas entre las mejores del mundo para surfear.
En las playas salvadoreñas también se puede pescar, hacer surf, o simplemente tomar el sol. Toda la costa del país posee hermosas playas, desde Ahuachapán hasta La Unión. Cada una es especial, por su gente, sus aguas y la belleza de sus atardeceres.
Actualmente, en el salvador se ha abierto al público nacional e internacional un proyecto muy ambicioso, el cual lleva por nombre: Surf City" La playa se divide en dos partes por un rompeolas. A un lado, encontramos una larga playa de arena; al otro, un excepcional emplazamiento para los amantes del surf. La playa Mizata se encuentra en una zona límite entre el departamento de La Libertad y Sonsonate.
La oferta de hoteles se encuentra aún en desarrollo, pero durante 2005 se han dado varias inversiones en el ramo de resorts de playa. Casa de Mar, en El Sunzal; Pacific Sunrise, en La Libertad; Las Hojas, en la playa Las Hojas; Club Joya del Pacífico, en la Costa del Sol ya están en operaciones. 
La cadena hotelera internacional Royal Decameron inauguró un moderno y gigantesco proyecto de hotel en la Playa Salinitas, el cual opera con el concepto de Todo incluido. Asimismo, inversionistas locales están planeando desarrollar más la Costa del Sol y la Bahía de Jiquilisco. Este último sitio, ubicado en Usulután, es uno de los atractivos más paradisíacos en el país por su diversidad natural.

## Aspectos ecológicos

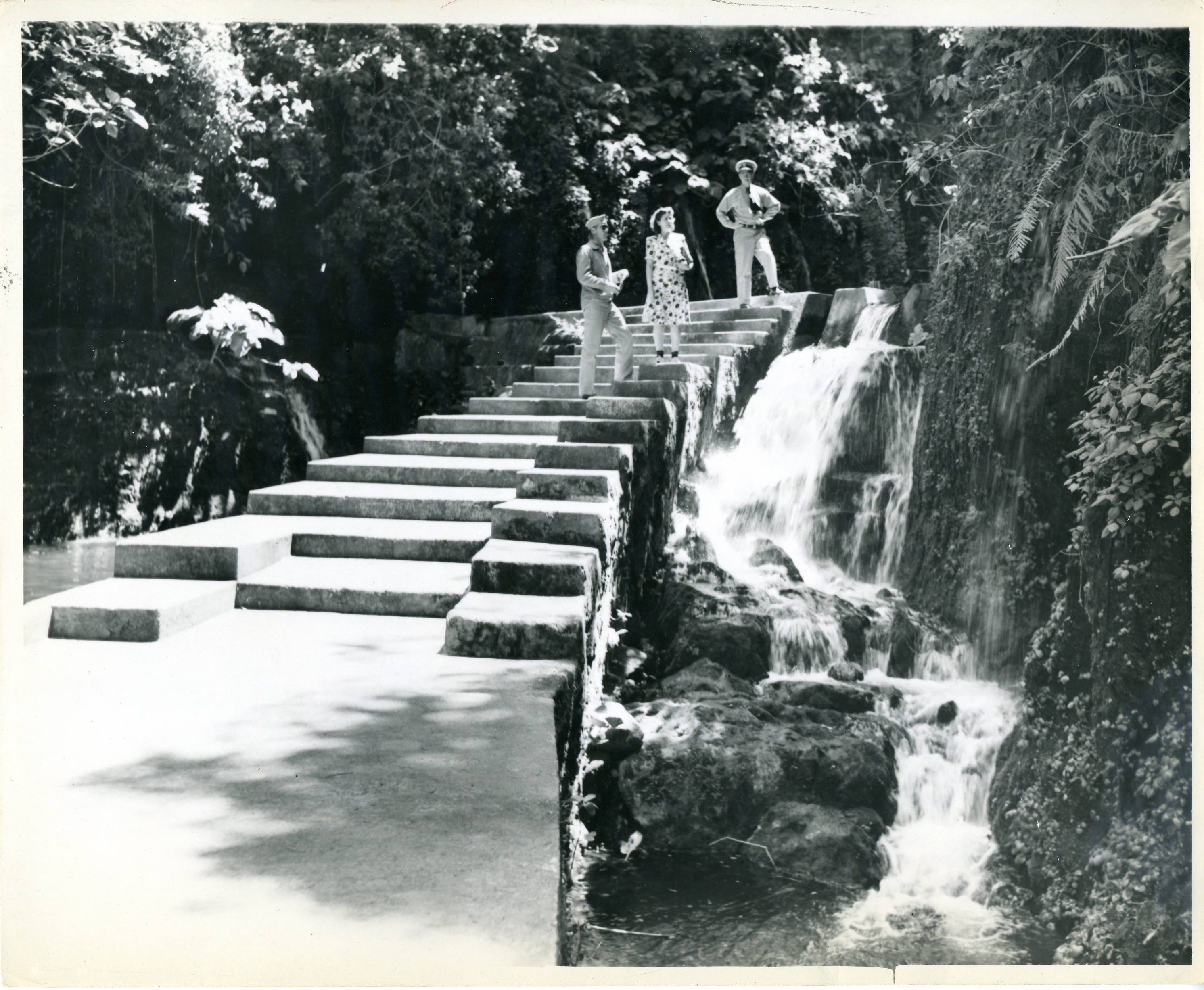
El fotógrafo tomó esta fotografía de las Cataratas Los Chorros, que están a sólo unas millas de San Salvador. Los Chorros uno de los sitios ecológicos mejor resguardos

Sin embargo, en las últimas décadas, la biodiversidad y el equilibrio ecológico del país han sufrido el duro impacto del urbanismo, la contaminación y la polución; la creciente concentración de la población en las áreas urbanas ha llevado a un mayor aglutinamiento de la población en las regiones Sur y Sudoccidental del país (especialmente en el Área Metropolitana de San Salvador). Estas zonas constituyen un ecosistema frágil, ya que en ellas se canalizan y se alimentan los acuíferos del corredor sur del país, limitando la capacidad de abastecimiento de agua a partir de las fuentes subterráneas.
Las causas principales de la contaminación y polución ambiental en El Salvador son fundamentalmente el transporte, la industria, la quema de campos y la incineración de residuos sólidos (aproximadamente la mitad de la basura generada en el Área Metropolitana de San Salvador no se recicla). A esto hay que añadir que la gran mayoría de los hogares utiliza leña para cocinar.
Con todo, El Salvador todavía cuenta con un gran número de especies animales y vegetales respecto a otros países de su entorno. Sin embargo, el país no puede relajarse en la tarea de recuperación y conservación de las últimas áreas naturales, y proyectar crear, en cooperación con los países de la región, un corredor biológico que permita mantener poblaciones estables de las especies en peligro de extinción.

## Parques recreativos administrados por el ISTU
El Instituto Salvadoreño de Turismo por siglas ISTU, tiene como principal propósito el fomento del desarrollo industrial y cultural del país, a través del turismo, fortaleciendo la Recreación Familiar, lo cual estipula la salud mental y física de los salvadoreños, satisfaciendo de manera integral las necesidades recreativas de la población y sobre todo promoviendo la unión familiar, ya que es la base fundamental en la sociedad.
Los parques recreativos que administra esta institución publica son los siguientes: Parque de diversiones Sunset Park, Parque de Aventuras Surf City Walter Thilo Deininger, Parque Recreativo Altos de la Cueva, Parque Recreativo Amapulapa, Parque Recreativo Laguna de Apastepeque, Parque Recreativo Apulo, Parque Recreativo Atecozol, Parque Recreativo Costa del Sol, Parque Recreativo Ichanmichen, Parque Recreativo Los Chorros, Parque Recreativo Sihuatehuacán, Parque Recreativo Agua Fría, Parque Natural Cerro Verde y Parque Natural Balboa.

## Turismo Ecológico

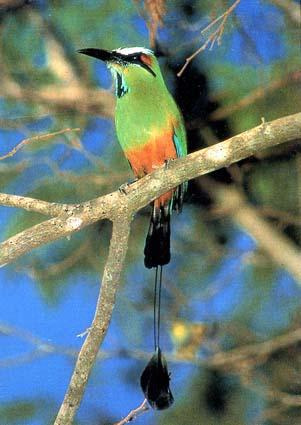
Torogoz, ave nacional de El Salvador.

El Salvador presenta una oferta de parques nacionales de gran importancia, tanto por su cantidad como por su singularidad. Las Áreas Naturales Protegidas (ANP) más importantes son, entre otras:
- Parque Nacional El Imposible
- Parque Nacional Los Volcanes
- Parque Nacional Montecristo
- Chaguantique
- El parque nacional Volcán de Conchagua
- El Parque Walter T. Deininger
- La Laguna El Jocotal
- El Bosque de San Diego
- El Bosque de Nancuchiname
- Santa Rita-Zanjón El Chino

El Bosque El Imposible se encuentra situado al sur del departamento de Ahuachapán, sobre la cordillera de Apaneca, y cubre una superficie de 3,130ha. Presenta un difícil acceso, al que debe su nombre, y ofrece refugio a gran número de especies animales (insectos, aves, mamíferos y reptiles) y vegetales, incluidos el Siete Camisas rojo (Guapira Witsbereri) y el Amarante Silvestre (Parathesis Congesta), dos especies arbóreas desconocidas por la ciencia hasta hace poco.

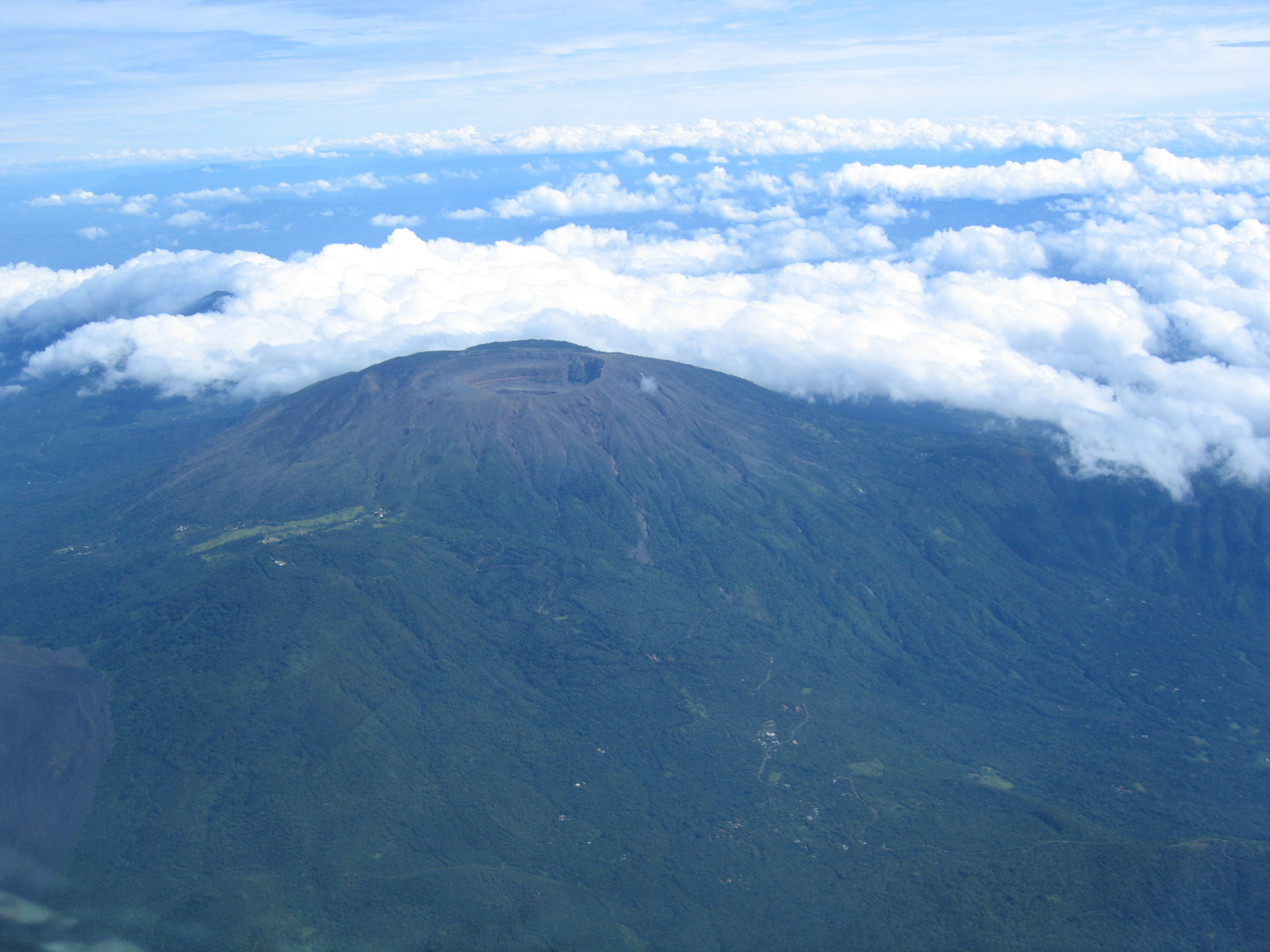
Volcán de Santa Ana.

Desde el parque nacional Cerro Verde, situado en el departamento de Santa Ana, se puede observar una impresionante panorámica del volcán Izalco, del volcán de Santa Ana y del lago de Coatepeque. En esta área encuentran refugio más de 127 especies de aves, además de otros animales.
El parque nacional de Montecristo, situado al Norte del departamento de Santa Ana, comprende uno de los últimos bosques nebulosos de El Salvador, formado por robles, pinos y cipreses, donde encuentran su hábitat monos aulladores, musarañas negras, osos hormigueros, venados de cola blanca y pumas.
Otro excepcional refugio faunístico lo constituye el Parque Walter T. Deininger, donde la prohibición de caza ha favorecido a la población de coyotes, venados, tucanes e iguanas. Las aves acuáticas como los patos arbóreos, la gallineta de pico rojo o los charancuacos encuentran en la Laguna El Jocotal un hábitat inigualable.
El Trifinio es uno de los grandes bosques, que comparte su extensión con Guatemala y Honduras - ríos, y sobre todo, sus pueblos, en los que mucho de la cultura salvadoreña todavía está presente y se vive día a día.
Además de los parques nacionales y áreas protegidas, El Salvador cuenta con numerosos atractivos turísticos ecológicos que puedes visitar. Volcanes, cordilleras, lagos, playas, bosques, lagunas, etc. Todo esto a pocos kilómetros de distancia ya que este país tiene la virtud de tener sus destinos muy cerca de la ciudad.

## Sitios arqueológicos

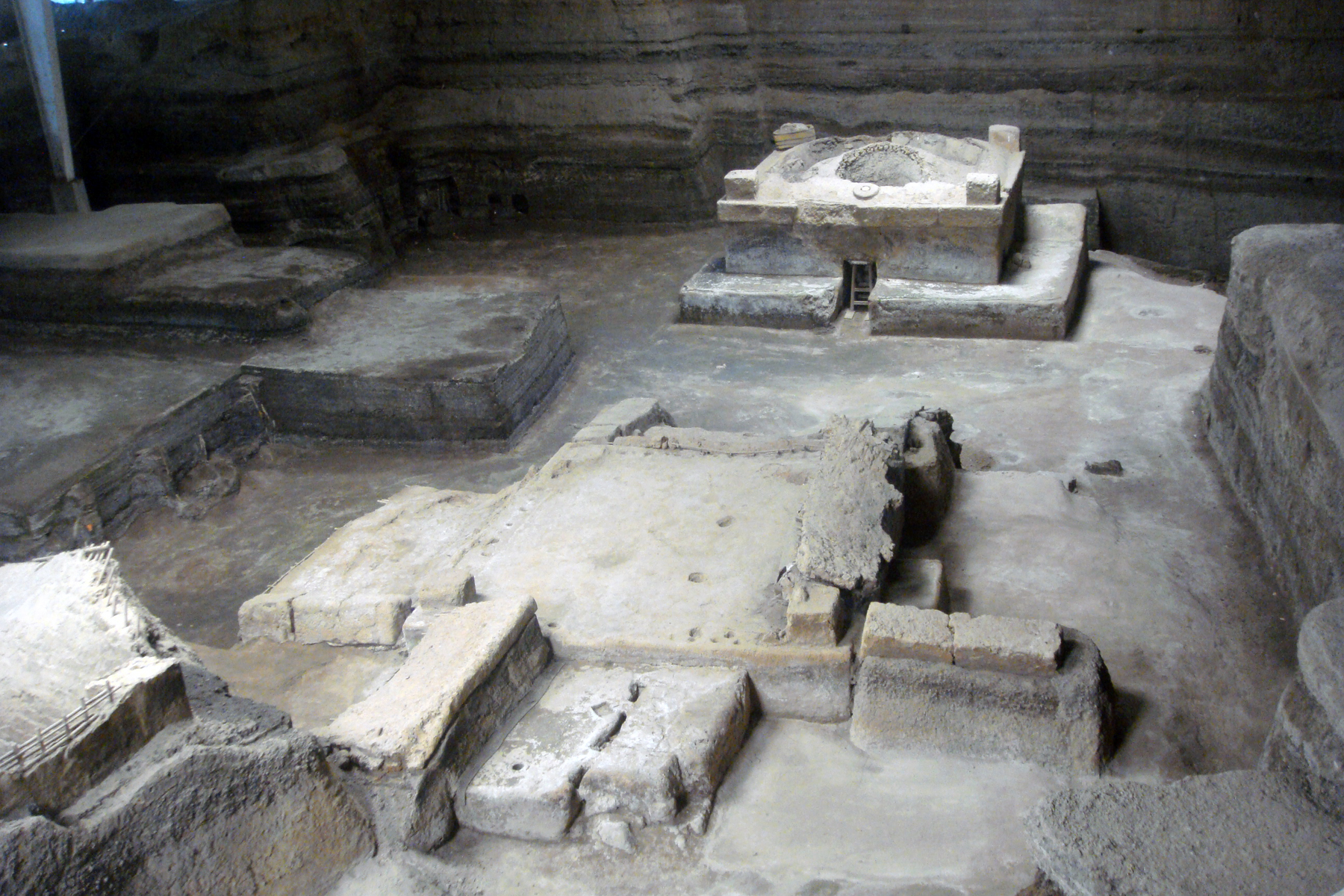
JoyadeCeren

El Salvador presenta, además, un potencial de excepción en el ámbito del turismo cultural, con más de 1,000 lugares arqueológicos y alrededor de 700 reconocidos, muestras de las culturas maya y olmeca, principalmente. Destacan por su importancia los sitios arqueológicos de San Andrés, Joya de Cerén, Cihuatán, Quelepa, Tazumal y Tehuacán.
El Tazumal está ubicado en el municipio de Chalchuapa departamento de Santa Ana donde fue construido por una cultura todavía no definida ya que comparte elementos Mayoides del altiplano guatemalteco y del valle de Copán en el período Clásico Temprano (alrededor del 260). Se le hizo muchas modificaciones a través de los siglos al final llegó a ser un lugar espléndido que muestra la gran cultura de El Salvador. El Tazumal siguió siendo independiente después de la caída de Copán y de la llegada de los nahuas a Kuskatan.

## Rutas turísticas
El Ministerio de Turismo de El Salvador ha establecido 8 rutas turísticas. La última ruta en establecerse fue la "Ruta de los volcanes", la cual fue creada en el año 2009.
Las 8 Rutas Turísticas son las siguientes:
- Ruta Arqueológica

Joya de Cerén, San Andrés, Santa Ana, Chalchuapa, Tazumal, Casa Blanca.
- Ruta Artesanal

Ilobasco, Suchitoto, San Sebastián, Cihuatán, Colima, La Palma, San Ignacio, El Pital, Las Pilas, Miramundo, Citalá, Iglesia del Pilar.
- Ruta de La Paz

Perquín, Cacaopera, Arambala, Corinto, San Fernando.
- Ruta de las Mil Cumbres

Bosque de Chaguantique, Bahía de  Jiquilisco, Volcán de Tecapa y Laguna de Alegría, Berlín, Alegría.  
- Ruta Rural y Cultural

Concepción de Ataco, Nahuizalco, Ilobasco, La Palma San Sebastián, Cihuatán, Joya de Cerén, San Andrés, Santa Ana, Chalchuapa, Tazumal, Casa Blanca, Iglesia Santiago Apóstol, Suchitoto, Panchimalco.
- Ruta Sol y Playa

Playas de El Salvador:
- Zona Central: Playa el Palmarcito, El Sunzal, El Tunco, La Paz, San Diego, Costa del Sol y Estero de Jaltepeque, El Zonte.

- Zona Occidental: Playa de la Barra de Santiago, Metalío, Los Cóbanos,

- Zona Oriental: Bahía de Jiquilisco, Playa El Espino, El cuco, Las Flores, Las Tunas, Torola, Playas Negras, El Tamarindo y el Golfo de Fonseca.

- Ruta de Las Flores

Salcoatitán , Nahuizalco, Juayúa, Apaneca y Concepción de Ataco.
- Ruta de Los Volcanes

Cerro Verde, Izalco y Santa Ana.